# Legendarnaja pyl'
| Recensione | Giudizio |
| ---------- | -------- |
| InterMedia | 1/10     |

Legendarnaja pyl' (in russo Легендарная пыль?) è il terzo album in studio del rapper russo Morgenštern, pubblicato il 17 gennaio 2020 dalla Zhara Distribution.

## Tracce
Testi di Ališer Tagirovič Morgenštern, musiche di Artëm Artëmovič Gotlib.
1. Ja pyl' – 1:48
2. S'el deda (con Slava Marlow) – 1:48
3. Četyre ukrainki – 2:02
4. E! Bannaja – 2:15
5. Ona - ono – 1:37
6. Krasnoe vino fristajl (con Frame Tamer) – 2:51
7. Domofon/Čiča (feat. Slava Marlow & Frame Tamer) – 1:32
8. Ratatatata (con Vitja AK) – 1:58
9. Opa – 1:59
10. Poslednjaja – 3:01

## Successo commerciale
Legendarnaja pyl', con 21 milioni di stream, ha segnato il record per il maggior numero di riproduzioni su VK Muzyka in due giorni, la seconda principale piattaforma streaming russa, dove è risultato il disco di maggior successo dell'intero anno.

## Classifiche
| Classifica (2020) | Posizione massima |
| ----------------- | ----------------- |
| Estonia           | 12                |
| Lettonia          | 10                |
| Lituania          | 71                |